# Veronika Pincová
Veronika Pincová (Příbram, 15 novembre 1989) è un'ex calciatrice ceca, di ruolo difensore.
Bandiera dello Slavia Praga, del quale ne era capitano, e legata al club della capitale ceca fino al ritiro del 2022, ha vinto sei titoli di Campione della Repubblica Ceca, l'ultimo nella stagione d'addio, e due Coppe nazionali. Più volte convocata nella nazionale ceca, tra il 2007 e il 2014 ha collezionato 35 presenze siglando 4 reti.

## Palmarès

### Club
- Campionato ceco: 6

Slavia Praga: 2013-2014, 2014-2015, 2015-2016, 2016-2017, 2019-2020, 2021-2022
- Coppa della Repubblica Ceca femminile: 2

Slavia Praga: 2013-2014, 2015-2016